# Waldorf (Rheinland-Pfalz)
Waldorf (Rheinland-Pfalz) este o comună din districtul Ahrweiler, landul Renania-Palatinat, Germania.
1. ↑  Alle politisch selbständigen Gemeinden mit ausgewählten Merkmalen am 31.12.2018 (4. Quartal) (în germană), Statistisches Bundesamt[*], arhivat din original la 10 martie 2019, accesat în 10 martie 2019